# Peróxido orgánico

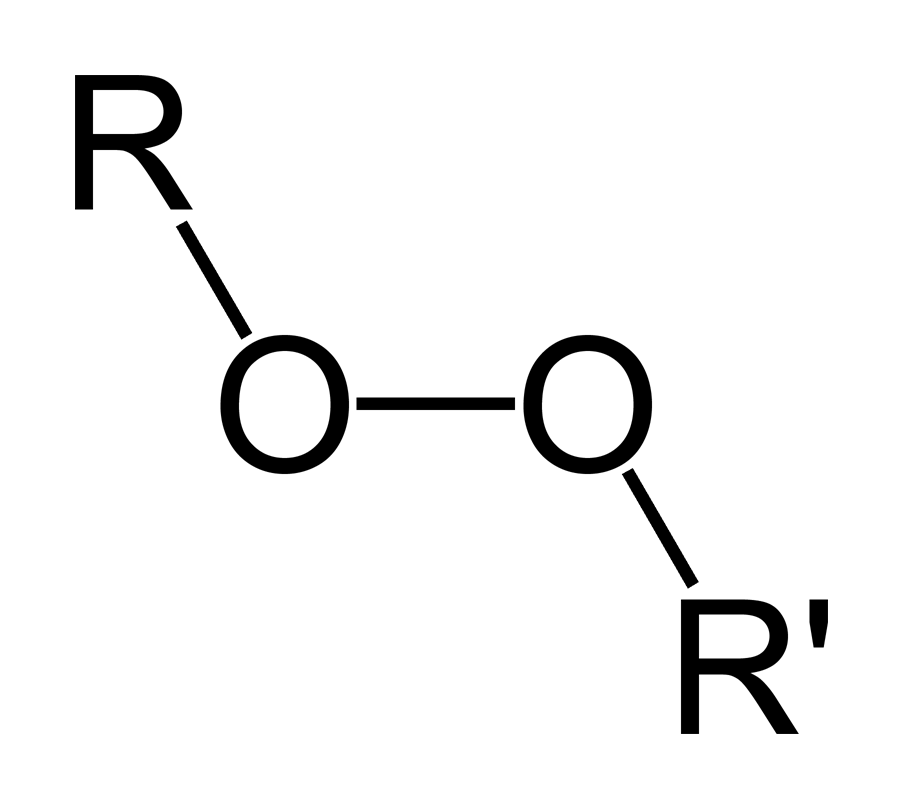
Estructura general de un peróxido orgánico.

Estructura general de un hidroperóxido orgánico.

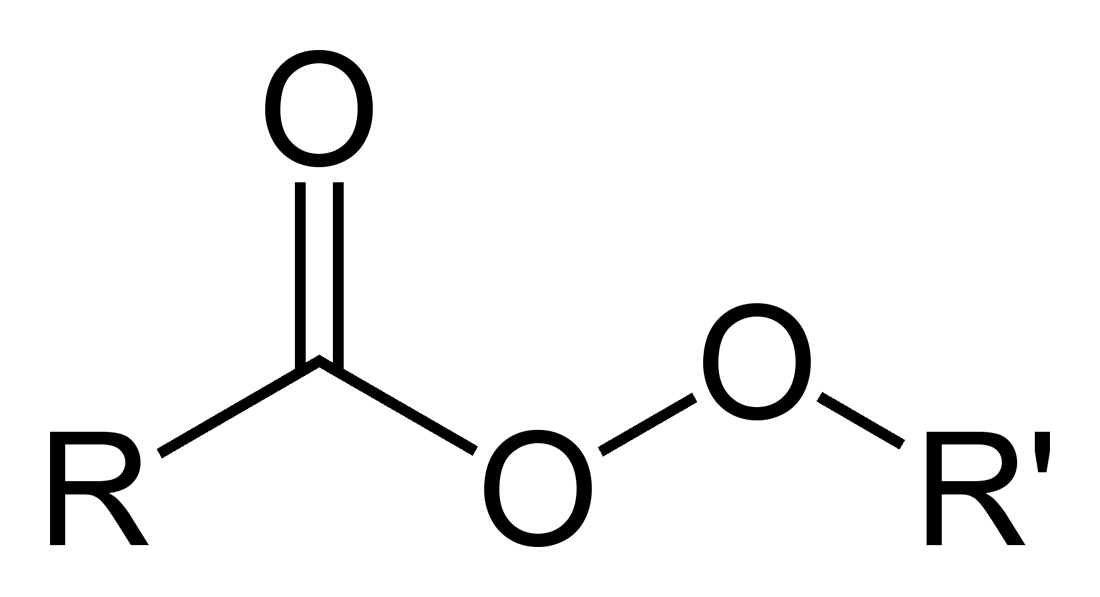
Estructura general de un peréster.

Los peróxidos orgánicos son compuestos orgánicos que contienen el grupo funcional peróxido (ROOR'). Si R' es hidrógeno, el compuesto es denominado un hidroperóxido orgánico.
Los perácidos tienen la estructura general RC(O)OOH mientras que los perésteres tienen la fórmula RC(O)OOR' .
El enlace O-O se rompe fácilmente y forma radicales libres de la forma RO·. Esto hace que los peróxidos orgánicos sean muy útiles como iniciadores para algunos tipos de polimerización, tales como las resinas epoxi usadas en plástico reforzado con vidrio. El MEKP y peróxido de benzoilo se usan comúnmente para este propósito. Sin embargo, la misma propiedad significa también que los peróxidos orgánicos pueden, tanto intencional o inintencionalmente, iniciar la polimerización explosiva en materiales con enlaces químicos insaturados, y este proceso ha sido utilizado en explosivos.
Muchos peróxidos orgánicos son altamente inflamables, materiales explosivos, frecuentemente potentes y volátiles. Una cantidad tan pequeña como 5 mg de peróxido de éter dietílico puede romper aparatos químicos de vidrio. Los peróxidos orgánicos, como sus contrapartes inorgánicos, son poderosos agentes blanqueadores.

## Abundancia y usos
Los peróxidos orgánicos encuentran usos numerosos en diversas industrias, como aceleradores, activadores, agentes de reticulación, curado y vulcanización, endurecedores, iniciadores de polimerización y promotores.
El peróxido de metiletilcetona, peróxido de benzoílo y, en menor grado, peróxido de acetona son usados como iniciadores radicalarios para la polimerización radicalaria de algunas resinas, como el poliéster y la silicona, frecuentemente encontradas en la elaboración de la fibra de vidrio. El peróxido de metiletilcetona puede oxidar la acetona a peróxido de acetona, por lo que se desaconseja su mezcla con acetona. Los iniciadores de polimerización son suministrados, generalmente, como soluciones diluidas, pero incluso los productos comerciales, especialmente los más concentrados, pueden formar cristales alrededor del sello cuando envejecen, haciéndolos sensibles a los golpes.
El hidroperóxido de pinano es utilizado en la producción de goma sintética de estireno-butadieno.
El peróxido de benzoílo y el peróxido de hidrógeno son usados como agentes de blanqueado y "maduración" para tratar harina para hacer que su grano libere el gluten más fácilmente; la alternativa es dejar que la harina se oxide lentamente en el aire, lo que es demasiado lento para la era industrializada.
El peróxido de benzoílo es una medicación tópica altamente efectiva para tratar la mayoría de formas de acné.
El hidroperóxido de cumeno es un intermediario en el proceso del cumeno de la síntesis industrial del fenol.
El peróxido de acetona se ha vuelto un explosivo favorito de los paramilitares, debido a su fácil manufactura, a pesar de su inestabilidad. Es notable por su susceptibilidad al calor, fricción, y choque.
El hidroperóxido de tert-butilo (TBHP) es utilizado en una variedad de oxidaciones catalizadas por metales, como la epoxidación de Sharpless.

## Seguridad
Muchos compuestos orgánicos forman peróxidos en presencia del oxígeno atmosférico y, algunas veces, luz ultravioleta; un ejemplo típico es el peróxido de éter dietílico. Como combinan oxígeno enlazado inestablemente con hidrógeno y carbono en la misma molécula, los peróxido orgánicos se inflaman fácilmente, y arden rápidamente y con intensidad. Lo mismo se aplica a los materiales orgánicos contaminados con peróxidos orgánicos.
Dado que los peróxidos pueden formarse espontáneamente en algunos materiales, debe ejercerse algunos cuidados con tales "materiales peroxigénicos". Además, muchos éteres líquidos, en presencia de aire, luz y metal lentamente (en un período de meses) forman hidroperóxidos de éter y peróxidos (como el peróxido de éter dietílico) que son extremadamente inestables. Consecuentemente, se recomienda que el éter debe ser guardado en hidróxido de potasio, que no sólo destruye los peróxidos, sino que también actúa como un potente desecante. Debe tomarse extremo cuidado con muestras que muestren signos de crecimiento de cristales o precipitados. La facilidad con la que el éter dietílico, tetrahidrofurano o éter dimetílico del etilénglicol forman peróxidos explosivos es la razón por la que se les tiende a evitar en los procesos industriales.
Debe tenerse cuidado con mezclar materiales que forman peróxidos y agentes oxidantes. El peróxido de acetona, un potente explosivo, es un subproducto peligroso e indeseado de varias reacciones químicas, que van desde la síntesis de MDMA (donde es un subproducto de la oxidación del isosafrol en acetona) a la producción industrial del fenol (donde el segundo producto del proceso del cumeno, la acetona, es oxidada parcialmente a peróxido en el segundo paso de la reacción).
La preparación accidental de peróxidos orgánicos puede suceder al mezclar solventes cetona (más comúnmente, la acetona) con materiales de desecho que contienen peróxido de hidrógeno u otros oxidantes, y dejando reposar la mezcla por varias horas.
Los peróxidos orgánicos tienden a reaccionar con metales. Los contenedores de vidrio, acero inoxidable, polietileno o teflón son sugeridos para su manipulación y almacenamiento; no deberían usarse acero, aleaciones de cobre, caucho, plomo, etc. Los contenedores vacíos deben ser lavados con agua inmediatamente.
Los peróxidos orgánicos no deben ser mezclados directamente con materiales que contienen iones de metales pesados, como hierro, cobalto o manganeso, puesto que estos promueven la descomposición de los peróxidos. También debe evitarse la mezcla directa con compuestos amina. Cuando se mezcla peróxidos con aminas (por ejemplo, al preparar poliamidas), tanto el peróxido como la amina deben diluirse por separado con el monómero; los químicos diluidos pueden mezclarse a continuación.
Los derrames de cantidades pequeñas de peróxidos orgánicos pueden ser limpiadas con un trapo, que luego debe ser dispuesto para su incineración en un lugar seguro. Los materiales con peróxidos orgánicos absorbidos deben ser saturados con agua cuando se almacenan.
Los peróxidos orgánicos son sensibles a la luz, y tienen que ser almacenados en oscuridad. Algunos se descomponen a temperatura ambiente y liberan productos gaseosos: se requieren eyectores de gas en los sellos de los contenedores. Según el valor de su temperatura de descomposición autoacelerada, algunos peróxidos deben ser almacenados refrigerados.
En caso de fuego, puede anticiparse una explosión. Un extintor de espuma puede ser usado para fuegos pequeños.
Pequeñas cantidades de peróxidos orgánicos pueden ser dispuestas por incineración cuidadosa de una sustancia diluida a menos del 10%, o hidrolizada. Para la hidrólisis, se puede usar una solución que consiste de 80 partes de agua, 20 partes de hidróxido de sodio, y 0,3 partes de surfactante para permitir un mojado más fácil de los cristales del peróxido. La cantidad de solución recomendada es 10 veces el peso del peróxido. El peróxido debe ser vertido lentamente en la solución, con agitación constante para evitar sobrecalentamiento localizado. La reacción es ligeramente exotérmica, pero no se requiere enfriamiento adicional. La reacción es lenta, y requiere agitar por 12 a 24 horas; el peróxido puede entonces ser considerado como descompuesto.

## Síntesis
Los peróxidos orgánicos pueden ser sintetizados en el laboratorio de varias maneras:
- los peroxiácidos por oxidación de ácidos carboxílicos con peróxido de hidrógeno
- los peroxiácidos por oxidación e hidrólisis de reactivos de Grignard
- los peróxidos por fotooxidación de dienos
- los peróxidos por oximercuración de alquenos, seguida por reacción con un hidroperóxido
- los peroxiácidos por reacción de halogenuros de alquilo con peróxido de hidrógeno

## Reacciones
Algunas reacciones de peróxidos son:
- reducción orgánica a alcoholes con hidruro de aluminio y litio o ésteres de fosfito
- apertura a cetonas y alcoholes en el rearreglo de Kornblum–DeLaMare catalizado por bases